# 朝日環境センター
朝日環境センター（あさひかんきょうセンター）は、埼玉県川口市が運営する清掃工場。川口市内では、戸塚環境センターと2か所体制でごみ処理を行っている。

## 川口市のごみ処理
昭和13年青木清掃工場が竣工、
昭和51年に戸塚清掃工場が完成。平成2年に戸塚清掃工場西棟を増設。
平成3年に戸塚清掃工場が戸塚環境センターに改称。
平成11年に朝日環境センターが着工、平成14年に完成し、代わりに同年青木環境センターが廃止、戸塚環境センター東棟が休止した。
2011年川口市と鳩ヶ谷市が合併し、現在の川口市となったが、古くから合併構想があり、
旧川口市内にゴミ清掃工場を設置し、旧鳩ケ谷市内にし尿処理施設である鳩ヶ谷衛生センターを設置し、合併前から利用していた経緯がある。

## ごみピット火災
2025年1月3日、同所のごみピットでごみの発火による火災が発生。鎮火まで約15時間半を要し、クレーンなどのピット設備と建屋の一部が焼損した。この火災の影響で同センターのごみ受け入れと、廃熱利用施設のサンアール朝日の営業が当面中止となった。

## 清掃工場
朝日環境センター
- 川口市朝日4-21-33

5階には余熱利用施設「サンアール朝日」がある。
戸塚環境センター
- 川口市大字藤兵衛新田290